# Humeocline madagascariensis
 Humeocline madagascariensis  (Humbert) Anderb., 1991 è un genere di piante angiosperme dicotiledoni della famiglia delle Asteraceae (sottofamiglia Asteroideae, tribù Gnaphalieae e sottotribù Gnaphaliinae).  Humeocline madagascariensis è anche l'unica specie del genere  Humeocline  Anderb., 1991.

## Etimologia
Il nome scientifico della specie è stato definito dai botanici Jean-Henri Humbert (1887-1967) e Arne A. Anderberg (1954-) nella pubblicazione " Opera Botanica a Societate Botanica Lundensi. Lund, Copenhagen" ( Opera Bot. 104: 140) del 1991. Il nome scientifico del genere è stato definito nella medesima pubblicazione.

## Descrizione
Habitus.  La specie di questa voce ha un habitus di tipo erbaceo perenne o sub-arbustivo. I cauli di queste piante sono provvisti del floema, ma non di canali resiniferi; mentre i sesquiterpeni lattoni sono normalmente assenti (piante senza lattice).
Fusto. La parte aerea in genere è eretta, semplice o ramosa.
Foglie. Le foglie in genere sono disposte in modo alternato e sono sessili o picciolate. La lamina è intera con forme generalmente strette; i margini sono continui e revoluti. Spesso la superficie è tomentosa o lanosa.
Infiorescenza. Le sinflorescenze sono composte da diversi capolini raccolti in formazioni piramidali terminali. Le infiorescenze vere e proprie sono formate da un capolino terminale peduncolato di tipo discoide (con fiori omogami) o disciforme (con fiori eterogami). I capolini sono formati da un involucro, con forme più o meno cilindriche, composto da diverse brattee, al cui interno un ricettacolo fa da base ai fiori. Le brattee, colorate di giallo e a consistenza cartacea, sono disposte in modo più o meno embricato su poche serie e sono libere alla base (gli strati di stereoma sono divisi);  talora possono avere un margine ialino. Il ricettacolo è nudo ossia senza pagliette a protezione della base dei fiori; la forma è piatta.
Fiori.  I fiori sono tetra-ciclici (formati cioè da 4 verticilli: calice – corolla – androceo – gineceo) e pentameri (calice e corolla formati da 5 elementi). Sono inoltre tubulosi, attinomorfi e si distinguono in:
- fiori del disco esterni: sono assentii;
- fiori del disco centrali: sono ermafroditi.

In questo gruppo di piante i fiori radiati (ligulati o del raggio) sono assenti; a volte sono confusi con i fiori femminili (tubulosi) del disco esterno più o meno sub-zigomorfi con un lembo piatto e possono essere interpretati come fiori del raggio.
- Formula fiorale:

*/x K {\displaystyle \infty }, [C (5), A (5)], G 2 (infero), achenio
- Calice: i sepali del calice sono ridotti ad una coroncina di squame.
- Corolla: la forma della corolla normalmente è tubolare con 5 lobi (raramente 4); i lobi hanno una forma deltata o più o meno lanceolata. I colori della corolla sono giallo o tonalità vicine.
- Androceo: l'androceo è formato da 5 stami sorretti da filamenti generalmente liberi; gli stami sono connati e formano un manicotto circondante lo stilo; le teche (produttrici del polline) sono prive di sperone, ma hanno la coda (una sola); le appendici apicali delle antere hanno delle piatte; il tessuto endoteciale (rivestimento interno dell'antera) è quasi sempre polarizzato (con due superfici distinte: una verso l'esterno e una verso l'interno). Il polline è di tipo echinato (con punte sporgenti) a forma sferica è formato inoltre da due strati di ectesine, mentre lo strato basale è spesso e regolarmente perforato (tipo “gnafaloide”).[6]
- Gineceo: l'ovario è infero uniloculare formato da 2 carpelli. Lo stilo (il recettore del polline) è intero o biforcato con due stigmi nella parte apicale. Gli stigmi hanno una forma troncata; possono essere ricoperti da minute papille o avere dei penicilli apicali. Le superfici stigmatiche sono separate.[6]

Frutti. I frutti sono degli acheni. Gli acheni sono piccoli a forma variabile da oblunga a obovoidale; la superficie è glabra; il pericarpo può essere percorso longitudinalmente da alcuni fasci vascolari. Il pappo è assente.

## Biologia
Impollinazione: l'impollinazione avviene tramite insetti (impollinazione entomogama tramite farfalle diurne e notturne).

Riproduzione: la fecondazione avviene fondamentalmente tramite l'impollinazione dei fiori (vedi sopra).

Dispersione: i semi (gli acheni) cadendo a terra sono successivamente dispersi soprattutto da insetti tipo formiche (disseminazione mirmecoria). In questo tipo di piante avviene anche un altro tipo di dispersione: zoocoria. Infatti gli uncini delle brattee dell'involucro (se presenti) si agganciano ai peli degli animali di passaggio disperdendo così anche su lunghe distanze i semi della pianta. Inoltre per merito del pappo il vento può trasportare i semi anche a distanza di alcuni chilometri (disseminazione anemocora).

## Distribuzione e habitat
La specie di questa voce è distribuita in Madagascar.

## Tassonomia
La famiglia di appartenenza di questa voce (Asteraceae o Compositae, nomen conservandum) probabilmente originaria del Sud America, è la più numerosa del mondo vegetale, comprende oltre 23.000 specie distribuite su 1.535 generi, oppure 22.750 specie e 1.530 generi secondo altre fonti (una delle checklist più aggiornata elenca fino a 1.679 generi). La famiglia attualmente (2021) è divisa in 16 sottofamiglie; la sottofamiglia Asteroideae è una di queste e rappresenta l'evoluzione più recente di tutta la famiglia.

### Filogenesi
Il genere di questa voce è descritto nella tribù Gnaphalieae, una delle 21 tribù della sottofamiglia Asteroideae. Da un punto di vista filogenetico, la tribù Gnaphalieae fa parte del supergruppo (o sottofamiglia) "Asteroideae grade"; l'altro è il supergruppo "Non-Asteroideae" contenente il resto delle sottofamiglie delle Asteraceae. All'interno del supergruppo è vicina alle tribù Senecioneae, Calenduleae, Astereae e Anthemideae.
La sottotribù Gnaphaliinae è caratterizzata da portamenti di vario tipo con specie ginomonoiche e monoiche, da foglie con margini interi, da capolini disciformi omogami o eterogami e raramente radiati (o subradiati), dallo stilo con rami troncati e superfici stigmatiche separate apicalmente, da acheni glabri o con tricomi allungati e pappo ridotto.
Il genere della specie di questa voce appartiene al clade Hap, un gruppo informale della sottotribù Gnaphaliinae che occupa una posizione più o meno "basale" ed è "fratello" ai cladi Flag e Australasian. Le specie di questo clade sono caratterizzate dalla divisione dello stereoma sulle brattee involucrali (hanno la base libera) e differiscono dalle "gnaphalie s.s." per i pochi e piccoli capolini, con forme cilindriche e con poche serie di brattee involucrali. Il clade tuttavia rimane ancora largamente parafiletico.
I caratteri distintivi del genere  Humeocline madagascariensis sono:
- i capolini sono molti e raccolti in panicoli terminali;
- le brattee involucrali sono colorate;
- si tratta di un endemismo del Madagascar.

### Sinonimi
Sono elencati alcuni sinonimi per questa entità:
- Calomeria madagascariensis (Humbert) Heine
- Humea madagascariensis  Humbert